# Степное (Мелитопольский район)
Степное (укр. Степне) — посёлок,
Новгородковский сельский совет,
Мелитопольский район,
Запорожская область,
Украина.
Код КОАТУУ — 2323081611. Население по переписи 2001 года составляло 204 человека.

## Географическое положение
Посёлок Степное находится на левом берегу реки Малый Утлюк,
выше по течению на расстоянии в 4 км расположен посёлок Малый Утлюг,
ниже по течению на расстоянии в 8 км расположено село Золотая Долина.
Река в этом месте пересыхает, на ней сделана запруда.
Рядом проходит автомобильная дорога М-14 (E 58).

## История
- 1927 год — дата основания как село Ворошиловка.
- В 1958 году переименовано в село Степное.

## Известные люди
- В. П. Жарков — пулеметчик 262-го стрелкового полка 87-й гвардейской дивизии, рядовой. За подвиг, совершенный при освобождении посёлка Степного, был удостоен звания Герой Советского Союза.[2]